# Mija Aleksić
Pour les articles homonymes, voir Aleksić.
Milosav Mija Aleksić (en serbe cyrillique : Милосав Мија Алексић), né le 26 septembre 1923 à Gornja Crnuća près de Kragujevac et mort le 12 mars 1995 à Belgrade, est un acteur serbe.

## Biographie
Pendant la Seconde Guerre mondiale, quand le royaume de Yougoslavie était occupé par les puissances de l'Axe, Mija Aleksić suivait ses études secondaires à Kragujevac. Le 21 octobre 1941, en représailles contre les attaques des Partisans communistes de Tito, les nazis perpétrèrent un grand massacre connu sous le nom de massacre de Kragujevac, tuant plusieurs milliers d'habitants, dont les élèves du lycée de la ville. Mija Aleksić réussit à prendre la fuite et survécut au massacre.
Après le lycée, Mija Aleksić commença des études de droit mais il se tourna finalement vers le théâtre et, de la fin de la guerre jusqu'en 1948, il travailla au Théâtre Joakim Vujić de Kragujevac. En 1951, il rejoignit le Théâtre dramatique yougoslave de Belgrade, où il resta jusqu'en 1965. Il entra ensuite au Théâtre national de Belgrade, où il resta jusqu'à la fin de sa carrière.
Parallèlement à sa carrière théâtrale, Mija Aleksić fut un des premiers acteurs yougoslaves à travailler pour la télévision. Dans les années 1950 et 1960, il participa à des séries télévisées qui lui donnèrent une grande popularité dans toute la Yougoslavie. Le magazine Studio, le premier guide des programmes de télévision de la région, mit sa photo en couverture en 1964. Parmi les séries les plus populaires dans lesquelles il a joué, on peut citer Servisna stanica (Station-service), Ogledalo gradjanina Pokornog (Le miroir du citoyen Pokorni) etc.
Mija Aleksić eut également sa propre émission de télévision, le Mija Show, dont il nous reste quelques épisodes. Il participa à "Vaga za tačno merenje", une émission éducative pour les enfants et fut même commentateur de l'actualité politique dans l'émission "Monitor", un magazine télévisuel des années 1980.
La popularité d'Aleksić déclina progressivement dans les années 1970 et 1980 mais il poursuivit sa carrière. En 1982, il joua l'un de ses derniers grands rôles dans la comédie culte Maratonci trče počasni krug de Slobodan Šijan, avec un scénario de Dušan Kovačević et son dernier film, en 1992, fut Tango argentino de Goran Paskaljević, dans le rôle de gospodin Popović.

## Récompenses
Mija Aleksić a remporté les prix suivants :
- Prix d'octobre de la ville de Belgrade, 1961.
- Zlatna arena, Festival du film de Pula, 1962.
- Sedmojulska nagrada, 1976.
- L'anneau de Dobrica (en serbe : Dobričin prsten), 1982.
- La Statuette de Joakim Vujić (Statueta Joakim Vujić) du Knjaževsko-srpski teatar, 1985.

Il a également remporté le prix Sterija (Sterijia nagrada) etc.

## Rôles

### Cinéma et télévision
- 1950 : Muva
- 1953 : Opštinsko dete, de Mladomir Puriša Đorđević
- 1956 : U mreži, de Bojan Stupica
- 1958 : Pogon B, de Vojislav Nanović
- 1958 : Te noći, de Jovan Živanović
- 1958 : Madame la Ministre, de Žorž Skrigin, pièce de Branislav Nušić
- 1958 : Jedini izlaz, d'Aleksandar Petrović et Vicko Raspor
- 1959 : Dundo Maroje, de Miroslav Minja Dedić (TV)
- 1960 : Ostrvo mira, de Mirjana Samardžić (TV)
- 1960 : Drug predsednik centarfor, de Žorž Skrigin
- 1960 : Ljubav i moda, de Ljubomir Radičević
- 1960 : Bolje je umeti, de Vojislav Nanović
- 1960 : Ožalošćena porodica, pièce de Branislav Nušić (TV)
- 1959-1960 : Station-service (Servisna stanica) (série télévisée)
- 1961 : Nema malih bogova, de Radivoje Lola Đukić
- 1961 : Pedagoška bajka, de Dušan Makavejev (court métrage)
- 1961 : Leto je krivo za sve, de Mladomir Puriša Đorđević
- 1961 : Prvi građanin male varoši, de Mladomir Puriša Đorđević
- 1961 : Eci, pec, pec, de Dušan Makavejev (court métrage)
- 1961 : Serafimov klub (série télévisée)
- 1961 : Sreća u torbi, de Radivoje Lola Đukić
- 1962 : Dr, de Soja Jovanović
- 1962 : Srešćemo se večeras, de Frantisek Cáp
- 1963 : Muškarci, de Milo Đukanović
- 1963 : Dva presudna dana, de Sava Mrmak
- 1963 : Detelina sa tri lista, de Rade Mladjenović (série télévisée)
- 1964 : Narodni poslanik, de Stole Janković, pièce de Branislav Nušić
- 1964 : Na mesto, građanine Pokorni !, de Radivoje Lola Đukić
- 1964 : Čovek iz hrastove šume, de Miodrag Popović
- 1964 : Ofsajd de Zdravko Šotra (TV)
- 1964 : Ogledalo građanina Pokornog (série télévisée)
- 1965 : Doći i ostati, de Branko Bauer
- 1965 : Provereno nema mina, de Zdravko Velimirović
- 1965 : Devojka, de Mladomir Puriša Đorđević
- 1965 : Mrtvima ulaz zabranjen, de Vladimir Carin et Svetislav Stetin
- 1965 : Licem u naličje (série télévisée)
- 1966 : Servisna stanica, de Radivoje Lola Đukić (TV)
- 1966 : Sretni umiru dvaput, de Gojko Šipovac
- 1966 : Pre rata, de Vuk Babić
- 1966 : San, de Mladomir Puriša Đorđević
- 1967 : Budućnost sveta, de Mirjana Samardžić
- 1967 : Mali vojnici, de Bahrudin Bato Čengić
- 1967 : Jelena Ćetković, de Zdravko Šotra (TV)
- 1967 : Le Matin (Jutro), de Mladomir Puriša Đorđević
- 1967 : Nož, de Živorad Žika Mitrović
- 1967 : Volite se ljudi
- 1967 : J'ai même rencontré des tziganes heureux (en serbe : Skupljači perja), d'Aleksandar Petrović
- 1967 : Bokseri idu u raj, de Branko Ćelović
- 1967 : Probisvet (série télévisée)
- 1967 : Parničari (série télévisée)
- 1967 : Zabavlja vas Mija Aleksić (série télévisée)
- 1968 : Bekstvo, de Zdravko Šotra
- 1968 : Bećarska revija, de Sava Mrmak
- 1968 : Il pleut dans mon village (en serbe : Biće skoro propast sveta), d'Aleksandar Petrović
- 1968 : Pusti snovi, de Soja Jovanović
- 1968 : Kvo vadis, Živorade, de Milo Đukanović
- 1968 : Podne, de Mladomir Puriša Đorđević
- 1968 : Prava adresa, d'Aleksandar Đorđević (TV)
- 1968 : Veseli povratak de Sava Mrmak (TV)
- 1968 : Sirota Marija, de Dragoslav Lazić
- 1968 : Maksim našeg doba, de Zdravko Šotra (série télévisée)
- 1969 : Mečecev izlazak, d'Eduard Galić (TV)
- 1969 : Podvala, de Jovan Konjović (TV)
- 1969 : U senci klisure, d'Ognjenka Milicević
- 1969 : Krvava bajka, de Branimir Janković
- 1969 : Krčma na glavnom drumu, de Ljubomir Draškić (TV)
- 1970 : Farsa o Patlenu, de Jovan Konjović (TV)
- 1970 : Deset zapovesti (série télévisée)
- 1970 : Ubistvo na svirep i podmukao način i iz niskih pobuda, de Žika Mitrović
- 1970 : Rođaci, de Zdravko Šotra (série télévisée)
- 1970 : Biciklisti, de Mladomir Puriša Đorđević
- 1971 : Sve od sebe, de Sava Mrmak (série télévisée)
- 1971 : Nesalomivi (« Les Incorruptibles ») (TV)
- 1971 : Uloga moje porodice u svjetskoj revoluciji, de Bato Čengić
- 1971 : Ceo život za godinu dana (série télévisée)
- 1971 : Diplomci, de Nebojša Komadina (série télévisée)
- 1972 : Pop Ćira i pop Spira, de Soja Javanović (TV), d'après le roman de Stevan Sremac
- 1972 : Ću, Ćeš, Će (série télévisée)
- 1972 : Pozorište u kući, de Dejan Ćorković (série télévisée)
- 1972 : Koncert za komšije, de Sava Mrmak (TV)
- 1973 : Kućevlasnik i palikuća, de Branko Plesa (TV)
- 1973 : Dva kapitena (série télévisée)
- 1972-1973 : Obraz uz obraz, de Zdravko Šotra (série télévisée)
- 1974 : Užika republika, de Živorad Mitrović
- 1974 : Vlast, de Nebojša Komadina, pièce de Branislav Nušić
- 1975 : Pavle Pavlović, de Mladomir Puriša Đorđević
- 1975 : Momčine, d'Aleksandar Đorđević
- 1976 : Užička republika, de Živorad Mitrović (série télévisée)
- 1977 : Mala noćna muzika, de Vladimir Momcilović (TV)
- 1977 : Beštije, de Živko Nikolić
- 1975-1977 : Vaga za tačno merenje (série télévisée)
- 1978 : Profesionalci (série télévisée)
- 1978 : Povratak otpisanih, d'Aca Đorđević
- 1980 : Rad na određeno vreme, de Milan Jelić
- 1982 : The Marathon Family (Maratonci trče počasni krug), de Slobodan Šijan
- 1982 : Doktorka na selu (série télévisée)
- 1983 : Čovek sa četiri noge, de Radivoje Lola Đukić
- 1983 : Uvoz izvoz, de Slobodan Radović (TV)
- 1984 : Ubi ili poljubi, de Radivoje Lola Đukić (série télévisée)
- 1984 : Mes amours de 68 (Varljivo leto '68), de Goran Paskaljević
- 1987 : Deco, pevajte sa nama, de Slobodan Radović (série télévisée)
- 1988 : Bolji život, de Mihailo Vukobratović, Andrija Đukić et Aleksandar Đorđević (série télévisée)
- 1988 : Tesna koža, 3e épisode, d'Aleksandar Đorđević (série télévisée)
- 1989 : Balkan ekspres, 2e épisode (série télévisée)
- 1992 : Tango argentino, de Goran Paskaljević
- 1993 : Davno beše... , de Peđa Obradović

### Théâtre
Parmi les rôles joués au théâtre par Mija Aleksić, on peut citer :
- Pomet, dans Dundo Maroje de Marin Držić
- Proka, dans Ožalošćena porodica de Branislav Nušić
- Ževakin, dans Les Épousailles de Nicola Gogol
- Smedrijakov, dans Les Frères Karamazov de Dostoïevski
- Čeda Urošević, dans Madame la Ministre de Branislav Nušić
- Tartuffe, dans Le Tartuffe de Molière
- Sganarelle, dans Dom Juan de Molère
- Cyrano, dans Cyrano de Bergerac d'Edmond Rostand
- Vule Pupavac, dans Podvala de Milovan Glišić
- Arkadije, dans La Forêt d'Alexandre Ostrovski
- Jevrem Prokić, dans Narodni poslanik de Branislav Nušić
- Pop Ćira, dans Pop Ćira i pop Spira de Stevan Sremac
- Richard III, dans Richard III de William Shakespeare
- le provocateur politique, dans Policajci de Slavomir Mrežek
- Jovanča Micić, dans Put oko sveta de Branislav Nušić
- Agaton, dans Ožalošćena porodica de Branislav Nušić
- Willy Loman, dans Mort d'un commis voyageur d'Arthur Miller.